# Psilomerus rufulus
Psilomerus rufulus är en skalbaggsart som beskrevs av Holzschuh 2003. Psilomerus rufulus ingår i släktet Psilomerus och familjen långhorningar. Inga underarter finns listade i Catalogue of Life.